# Охота Максимилиана
Серия тканых ковров (шпалер) «Охота императора Маскимилиана» (фр. Les Chasses de Maximilien), также известная как «Охота Гизов» (фр. Belles chasses de Guise), представляет собой серию из двенадцати шпалер, по одному на каждый месяц, изображающих сцены королевской охоты в Суаньском лесу, недалеко от Брюсселя. Серия, вероятно, была заказана одним из членов семьи Габсбургов, управлявших Нидерландами. Серия ковров выткана в XVI веке на знаменитой Брюссельской шпалерной мануфактуре по картонам выдающегося нидерландского художника-романиста Бернарта ван Орлея. Серия повторялась неоднократно, в том числе на мануфактуре Гобеленов в Париже.

## История ковров
История создания этой серии остаётся неясной. Существует несколько гипотез, в частности:
- Доминирующая среди историков гипотеза датирует производство шпалер 1528—1533 годами, не идентифицируя точного заказчика (среди возможных заказчиков числятся кандидатуры Карла V и Марии Австрийской). Согласно этой гипотезе шпалеры появились во Франции в момент бракосочетания Карла IX с Елизаветой Австрийской в 1570 году
- Гипотеза, сформулированная Софи Шнеебальг-Перельман (фр. Sophie Schneebalg-Perelman) в её книге «Les chasses de Maximilien. Les énigmes d’un chef-d'œuvre de la tapisserie», опубликованной в 1982 году. Согласно этой гипотезе речь идёт о подарке императора Карла V французскому королю Франциску I в благодарность за пропуск испанских войск через французскую территорию в 1539—1540 годах, а также радушный приём, оказанный французами испанцам.

## Описание шпалер
Серия состоит из двенадцати тканых ковров, композиции которых представляют собой аллегории одного из двенадцати месяцев года и одного из двенадцати знаков зодиака. На шпалерах изображены сцены охоты в лесу Суаньи.
На нижнем фризе изображены морские боги в стиле, имитирующем бронзовый барельеф. На двух вертикальных фризах — вазы и корзины с цветами и фруктами, изображения разнообразных птиц. Эта же цветочная гирлянда продолжается на верхнем фризе до круглого центрального медальона с изображением знака зодиака, соответствующего представленному месяцу.
Первый гобелен соответствует первому месяцу календарного года в Брюсселе до реформы 1575 года, то есть марта, под знаком Овна.
| Месяц и знак зодиака | Описание | Размеры (см) | Изображение |
| -------------------- | --- | ------------ | ----------- |
| Март, Овен           | - «Март» в базе данных Лувра (фр.)                                                                                     | 440×750      |             |
| Апрель, Телец        | - «Апрель» в базе данных Лувра (фр.)                                                                                   | 450×582      |             |
| Май, Близнецы        | - «Май» в базе данных Лувра (фр.)                                                                                      | 451×585      |             |
| Июнь, Рак            | - «Июнь» в базе данных Лувра (фр.)                                                                                     | 457×555      |             |
| Июль, Лев            | - «Июль» в базе данных Лувра (фр.)                                                                                     | 433×575      |             |
| Август, Дева         | - «Август» в базе данных Лувра (фр.)                                                                                   | 457×682      |             |
| Сентябрь, Весы       | - Сентябрь Архивная копия от 30 октября 2020 на Wayback Machine на сайте Лувра. - «Сентябрь» в базе данных Лувра (фр.) | 468×548      |             |
| Октябрь, Скорпион    | - «Октябрь» в базе данных Лувра (фр.)                                                                                  | 448×575      |             |
| Ноябрь, Стрелец      | - «Ноябрь» в базе данных Лувра (фр.)                                                                                   | 432×583      |             |
| Декабрь, Козерог     | - «Декабрь» в базе данных Лувра (фр.)                                                                                  | 448×608      |             |
| Январь, Водолей      | - «Январь» в базе данных Лувра (фр.)                                                                                   | 441×585      |             |
| Февраль, Рыбы        | - «Февраль» в базе данных Лувра (фр.)                                                                                  | 440×750      |             |

### Март
Красный всадник в центре композиции — император Карл V.

### Май
На шпалере изображён склон Одергемского леса, на дальнем плане видны шпиль Брюссельской ратуши и башни городского Собора Святой Гудулы. Груженные корзинами мулы везут провизию и посуду на поляну, где слуги уже разливают вино из привезённых ранее бочек. Охотников практически не видно, изображён лишь один из них — в левом нижнем углу, он флиртует на траве с дамой.

### Июнь
Июнь находится под знаком рака — его символ изображён в круглом медальоне в центре верхнего фриза.
Основной сюжет продолжает тему банкета, начатую на майском гобелене. Столы уже накрыты: один на переднем плане, другой — на поляне в глубине картины, слева. Зачастую на гобеленах, изображающих обед в лесу, показываются сделанные из стволов деревьев примитивные стулья — здесь же охотники едят стоя. Стол накрыт клетчатой скатертью, но на нём нет никаких приборов — предполагается, что охотники будут руками есть сложенную на серебряных подносах дичь.
Лошади охотников распряжены и привязаны к деревьям в глубине леса.
В левом нижнем углу изображения виден слуга, набирающий из озера воду в украшенную орнаментом флягу. Стоящий рядом с ним слуга протягивает ему кубок.
В правом нижнем углу показан слуга, придерживающий легавую собаку, вставшую на задние лапы. Справа от них — два обсуждающих что-то охотника, их руки указывают в центр композиции.
У центрального стола изображены два спорящих друг с другом охотника. Голова одного из них покрыта меховой шапкой, левой рукой он удерживает собеседника от возражения, жест правой руки говорит скорее о несогласии. На голове второго охотника — красный вышитый берет с меховой оторочкой, его правая рука лежит на столе, а левая воздета к небу, призывая собеседника к молчанию.
Правого охотника кураторы Лувра идентифицируют как императора Карла V. Во время создания серии Карл V был также и герцогом Брабантским — лес Суаньи принадлежал ему, и он часто в нём охотился.
Охотника слева долгое время идентифицировали в качестве императора Максимилиана I — эта атрибуция дала в своё время название всей серии. Но Масимилиана I, дедушки Карла V на момент создания серии уже не было в живых, и специалисты Лувра считают маловероятным его изображение на в остальном достаточно достоверной (даже топографически) серии изображений. Скорее всего, это брат Карла, Фердинанд I.

### Июль
Красный всадник в центре шпалеры — император Карл V.

### Декабрь
Красный всадник в центре композиции — император Фердинанд I.
На ошейнике собаки можно различить символы династии Габсбургов.